# Josette Nevière
 Josette Nevière, née le 8 avril 1933 à Thonon-les-Bains et morte le 8 janvier 1986 au Perreux-sur-Marne, est une skieuse alpine française.

## Biographie
Elle est sacrée championne de France de descente en 1952 à Val d'Isère, puis championne de France de slalom en 1955 à La Clusaz.
Elle dispute les jeux olympiques de 1956 à Cortina d'Ampezzo. Elle est la meilleure française en descente et en slalom où elle se classe 8e dans les deux disciplines. Elle prend aussi la 10e place du slalom géant.

## Palmarès

### Jeux olympiques
| Épreuve / Édition         | Descente | Slalom géant | Slalom |
| ------------------------- | -------- | ------------ | ------ |
| JO 1956 Cortina d'Ampezzo | 8e       | 10e          | 8e     |

### Championnats de France Elite
| Édition / Epreuve                        | Descente | Slalom géant | Slalom | Combiné |
| ---------------------------------------- | -------- | ------------ | ------ | ------- |
| Les données manquantes sont à compléter. |          |              |        |         |
| Championnats 1952 Val d'Isère            | Or       | -            |        | -       |
| Championnats 1955 La Clusaz              | -        | -            | Or     | -       |

## Articles annexes
- Meilleures performances françaises aux Championnats du monde de ski alpin
- Meilleures performances françaises en ski alpin aux Jeux olympiques